# Арресіфес (округ)
Округ Арресі́фес (ісп. Arrecifes) — адміністративно-територіальна одиниця провінції Буенос-Айрес в центральній Аргентині. Адміністративний центр округу — Арресіфес.
Населення округу становить 32215 особи (2022). Площа — 1243,8 кв. км.

## Історія
Округ заснований 1784 року.

## Населення
У 2010 році населення становило 29044 особи. З них чоловіків — 13979, жінок — 15065.

## Політика
Округ належить до 2-ого виборчого сектору провінції Буенос-Айрес.